# Беларусь на зимних Олимпийских играх 2002
Беларусь принимала участие в зимних Олимпийских играх 2002 года в Солт-Лейк-Сити (США) в третий раз за свою историю. Бронзовым призёром Игр стал фристайлист Алексей Гришин.

## 03!Бронза
- фристайл, мужчины — Алексей Гришин.

## Результаты соревнований

### Конькобежный спорт
Мужчины
| Спортсмен        | Дистанция | 1 забег   | 1 забег | 2 забег   | 2 забег | Результат | Место |
| Спортсмен        | Дистанция | Результат | Место   | Результат | Место   | Результат | Место |
| ---------------- | --------- | --------- | ------- | --------- | ------- | --------- | ----- |
| Алексей Хатылев  | 500 м     | 37,40     | 33      | 37,41     | 36      | 74,81     | 32    |
| Алексей Хатылев  | 1000 м    |           |         |           |         | 1.13,73   | 42    |
| Алексей Хатылев  | 1500 м    |           |         |           |         | 1.52,87   | 47    |
| Игорь Маковецкий | 1000 м    |           |         |           |         | 1.12,33   | 41    |
| Игорь Маковецкий | 1500 м    |           |         |           |         | 1.50,15   | 40    |

Женщины
| Спортсменка           | Дистанция | 1 забег   | 1 забег | 2 забег   | 2 забег | Результат | Место |
| Спортсменка           | Дистанция | Результат | Место   | Результат | Место   | Результат | Место |
| --------------------- | --------- | --------- | ------- | --------- | ------- | --------- | ----- |
| Анжелика Котюга       | 500 м     | 37,73     | 6       | 37,66     | 4       | 75,39     | 5     |
| Анжелика Котюга       | 1000 м    |           |         |           |         | 1.15,03   | 12    |
| Светлана Радкевич     | 500 м     | 39,84     | 30      | 39,61     | 27      | 79,45     | 28    |
| Светлана Радкевич     | 1000 м    |           |         |           |         | 1.18,93   | 33    |
| Светлана Чепельникова | 1500 м    |           |         |           |         | 2.04,06   | 34    |
| Светлана Чепельникова | 3000 м    |           |         |           |         | 4.24,96   | 32    |